# Мартовские иды (роман)
«Мартовские иды» (англ. The Ides of March) — роман в письмах американского писателя Торнтона Уайлдера, опубликованный в 1948 году. Это, по словам автора, «фантазия о некоторых событиях и персонажах последних дней Римской республики… Воссоздание подлинной истории не было первостепенной задачей этого сочинения». Роман рассказывает о событиях, кульминацией которых стало убийство Юлия Цезаря (в мартовские иды 44 года до н. э.).
Роман разделён на четыре книги, каждая из которых начинается раньше и заканчивается позднее предыдущей. Все приведённые в романе документы вымышлены, за исключением стихотворений Катулла и заключительного абзаца Светония. Тем не менее многие описанные события являются историческими — например, визит Клеопатры в Рим.

## Основные персонажи романа
Имена, отношения и события изложены так, как они описаны в романе, и не всегда являются исторически достоверными.
- Юлий Цезарь — диктатор Рима;
- Луций Мамилий Туррин — друг Цезаря, после ранения живущий в провинции; многие пишут ему, но он никогда не отвечает;
- Клодия Пульхра — злая, но чрезвычайно умная и обаятельная женщина, посмешище римского общества; она живёт скандальной жизнью;
- Публий Клодий Пульхр — её брат-разбойник; он играет незначительную роль;
- Цицерон — оратор, государственный деятель, политический теоретик, адвокат и философ;
- Юлия Марция — тётя Цезаря;
- Помпея — вторая жена Цезаря;
- Корнелий Непот — биограф и историк;
- Катулл — поэт, влюблённый в Клодию; стихотворения Катулла, приведённые в романе, являются подлинными;
- Клеопатра — царица Египта и любовница Цезаря;
- Киферида — актриса простого происхождения, которой восхищается Цезарь; она «переделала» Марка Антония и была его возлюбленной на протяжении 15 лет;
- Марк Антоний — изначально возлюбленный Кифериды, затем он встречает и влюбляется в Клеопатру;
- Марк Порций Катон — знаменитый стоик, прославившийся своей прямотой, лидер оппозиции диктату Цезаря;
- Сервилия — бывшая любовница Цезаря, единоутробная сестра Катона, мать Брута;
- Брут — самый известный из убийц Цезаря, племянник Катона;
- Порция — жена Брута и дочь Катона;
- Кальпурния — третья жена Цезаря;
- Светоний — выдающийся римский биограф и историк, его рассказ об убийстве Цезаря заключает роман.